# Temuri Ketsbaia
Temur Ketsbaia (in georgiano თემურ ქეცბაია?; Gali, 18 marzo 1968) è un allenatore di calcio ed ex calciatore georgiano.

## Carriera
Nato a Gali nel 1968, esordì nella Dinamo Tblisi, maggior club della Georgia, poi divenuto stato indipendente. Dopo cinque anni passò all'Anorthōsis, a Cipro, dove in due anni segnò 36 reti.
Nel 1994 Ketsbaia si trasferì all'AEK Atene, con cui vinse la Coppa di Grecia nel 1996 e nel 1997. Attirò quindi le attenzioni del Newcastle United che lo acquistò gratis alla scadenza del contratto con la squadra greca, grazie anche alla Sentenza Bosman.
Raggiunse inoltre per due anni la finale di FA Cup, pur senza mai riuscire a conquistarla. Nel 2000 Ketsbaia passò poi al Wolverhampton Wanderers e l'anno seguente andò a giocare nel campionato di calcio scozzese con il Dundee F.C., rimanendovi solo una stagione.
Nel 2002 il georgiano tornò poi all'Anorthōsis nel ruolo di giocatore-allenatore, vincendo i campionati 2005 e 2008. Si è ritirato come giocatore al termine del campionato 2006.
Il 25 maggio 2009 è stato nominato nuovo allenatore dell'Olympiakos Pireo, ma a settembre dello stesso anno è stato esonerato alla vigilia del debutto nella fase a gironi della UEFA Champions League.
Nel novembre 2009 è stato nominato C.T. della Georgia, subentrando a Héctor Cúper; ha firmato un contratto valido fino al 31 dicembre 2011.
Con la maglia della nazionale georgiana ha totalizzato 49 presenze e 16 reti fra 1992 e 2003.

## Palmarès

### Giocatore

#### Club
- Campionati georgiani: 3

Dinamo Tblisi: 1990, 1991, 1992
- Coppe di Georgia: 1

Dinamo Tblisi: 1992
- Coppa di Grecia: 2

AEK Atene: 1995-1996, 1996-1997
- Supercoppa di Grecia: 1

AEK Atene: 1996
- Coppe di Cipro: 2

Anorthosis: 2002, 2003
- Campionati di calcio cipriota: 1

Anorthosis: 2005

#### Individuale
- Calciatore georgiano dell'anno (GFF): 1

1990
- Calciatore georgiano dell'anno (Sarbieli): 1

1997
- Miglior straniero del campionato greco: 1

1996

### Allenatore
- Coppa di Cipro: 2

Anorthosis: 2006-2007, 2020-2021
- Supercoppa di Cipro: 1

Anorthosis: 2007
- Campionato cipriota: 1

Anorthosis: 2008